# Occupation française de la vallée de la Roya
L'occupation française de Vintimille et de la vallée de la Roya a eu lieu à la fin de la Seconde Guerre mondiale, entre le 25 avril et le 10 juillet 1945. Elle a présenté les caractéristiques d'une tentative d'annexion de la région à la République française, qui a échoué en raison de l'opposition de la population locale, du Comité de libération nationale de l'Italie du nord (it) et principalement des alliés anglo-américains. La France obtiendra cependant les villes de Tende et de La Brigue ainsi que quelques territoires supplémentaires à l'issue d'un traité de Paris de 1947.

## Contexte historique

### L'annexion du Comté de Nice en 1860

La partie du Comté de Nice annexée à la France en 1860 est représentée en marron. La partie jaune entourée de marron l'est en 1947.

Le 14 mars 1860, par le Traité de Turin, le Royaume de Piémont-Sardaigne donne le Comté de Nice à la France en échange du soutien de Napoléon III à l'Unité italienne. Il est toutefois décidé que les villes de La Brigue et de Tende resteront dans le giron de l'Italie qui allait naître. En effet, Victor-Emmanuel II souhaite les conserver car elles font partie de territoires de chasse royale. En réalité, il s'agit d'une stratégie de défense. Les deux villes permettent de contrôler la ligne de crêtes et d'assurer la défense de la frontière en cas de guerre avec la France. Elles resteront donc italiennes jusqu'au Traité de Paris de 1947.

### L'invasion italienne de 1940
Le 10 juin 1940, Mussolini attaque la France et établit une zone d'occupation officialisée par l'armistice du 24 juin de la même année. Menton sera annexé. Le 11 novembre 1942, alors que les Allemands envahissent la zone libre, les Italiens en profitent pour agrandir leur zone d'occupation. Le 8 septembre 1943, à la suite de l'armistice de l'Italie avec les Alliés, les Allemands envahissent la zone d'occupation italienne en France.
En novembre 1943 à Alger, De Gaulle se prononce en faveur de l'annexion de territoires italiens après la guerre en mettant en avant l'intérêt des populations locales, la défense du territoire national et le rattachement à la France de territoires de langue française,.

## Fin de la guerre

### Les projets de De Gaulle
À l'automne 1944, alors que le nouveau gouvernement italien est reconnu par la communauté internationale, la France se trouve affaiblie. Georges Bidault, alors ministre des affaires étrangères, et Maurice Couve de Murville, alors ambassadeur de France en Italie, se proposent de régler les différends avec l'Italie. De Gaulle s'y oppose fermement.

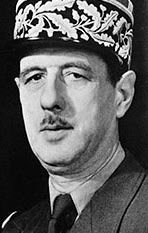
Le général de Gaulle.

Si les liens culturels et historiques avec l'Italie laissent envisager une réconciliation rapide, le général De Gaulle souhaite que l'Italie paie des réparations pour s'être alliée à l'Allemagne et à son désir expansionniste. Il le soulignera lors d'une conférence de presse en janvier 1945 Dans ses projets d'après-guerre, De Gaulle prévoyait l'annexion de territoires italiens, la démilitarisation de la frontière franco-italienne dans les Alpes afin d'assurer durablement la sécurité territoriale de la France et d'éviter une nouvelle agression italienne.
L'hiver 1944-1945 est rude et ne permet pas d'envisager le franchissement des Alpes avant le printemps. Toutefois, le 23 décembre 1944, le Comité de défense national décide la création du Détachement d'armée des Alpes qui avait pour mission d'envahir le nord de l'Italie dès l'effondrement du front afin d'annexer les territoires convoités et de constituer une zone d'occupation française. L'intention des Français était de profiter de la débâcle allemande pour lancer une offensive de reconquête et s'installer militairement sur le territoire italien. Pour beaucoup de soldats, il s'agit d'une revanche puisqu'ils s'étaient déjà battus sur le front des Alpes en 1940. Cette unité sera cependant peu considérée puisque le front principal est celui qui se dirige vers l'Allemagne. Elle recevra donc peu de ravitaillements de la part des Alliés. Le général Doyen prendra la tête du commandement le 1er mars 1945. Une zone d'occupation française en Italie devait permettre à la France de participer aux négociations de paix avec l'Italie au même titre que les alliés anglo-américains.

### L'opinion publique en 1944
Parallèlement à cela, l'opinion publique commence à se mobiliser autour de cette question. En septembre 1944, deux articles sont publiés dans le journal Combat en faveur de l'annexion de territoires italiens en particulier des deux villes de Tende et de La Brigue. Ces articles révèlent que la question de l'annexion est étudiée depuis le mois de décembre 1942 par un comité clandestin dirigé par le Docteur Paschetta, président du Club alpin français. Ce comité dont les conclusions ont été transmises à De Gaulle prônent l'annexion de toute la Vallée de la Roya jusqu'à Vintimille. Durant l'automne-hiver 1944-1945, des intervenants de différents horizons (économistes, historiens, ecclésiastiques, parlementaires, etc.) se prononcent à leur tour en faveur de l'annexion.
Le 18 septembre 1944 est fondé à Nice un comité en faveur du rattachement de ces deux villes à la France. Le comité atteindra 1500 membres à la fin de la guerre.
En novembre 1944, une enquête des services de renseignements affirment que toute la Riviera italienne jusqu'à Gênes serait favorable à une annexion à la France avançant même le chiffre de 90 % si jamais un référendum était organisé.
À l'instar du journal Combat, d'autres journaux se positionnent sur le sujet : L'Aurore, L'Ergot se sont également prononcés en faveur de l'annexion.

## La libération et l'occupation française

### La deuxième bataille des Alpes
Les armées du gouvernement provisoire de la République française de De Gaulle ont libéré Menton de l'occupation nazie dès le 6 septembre 1944, mais Vintimille est restée aux mains des Allemands presque jusqu'à la fin de la guerre. La ville a donc dû subir des bombardements aériens incessants de la part des Américains depuis le mois d'août 1944. La quasi-totalité de la population s'est alors réfugiée dans les collines environnantes. Seuls 700 habitants restent en ville et se terrent dans les caves. La ville est détruite à 90 %. L'accueil de la population est froid mais non hostile.
L'attaque préparée par le général Doyen en mars 1945 ne prévoyait officiellement pas le franchissement de la frontière. Il ne s'agissait que de reprendre les trois villages français de la Vallée de la Roya : Saorge, Fontan et Breil-sur-Roya. Ces trois communes se trouvaient cependant sur la route qui mène à Tende et à La Brigue. Le plan permettait donc de se diriger vers l'Italie sans dévoiler la volonté des Français de passer la frontière. Pour s'assurer du soutien américain, le plan envoyé par le général Doyen au général Devers ne faisait part que d'une volonté de libérer le territoire national. Le feu vert sera donné le 31 mars 1945 avec une autorisation de franchir la frontière italienne de 20 km sans aller au delà des villes de Coni et d'Imperia ce qui correspondait plus ou moins à la zone d'occupation prévue par le général De Gaulle. Les Américains encouragent les Français à maintenir la pression sur le front de manière à faciliter le travail sur les autres fronts.
L'assaut est donné le 10 avril 1945. Lorsque les Anglo-Américains ont percé la ligne gothique, les Allemands en retraite ont rapidement abandonné Vintimille. La ville était déjà difficile à défendre dans la soirée du 23 avril 1945, ils la quittèrent définitivement dans la nuit du 24 au 25 avril, après avoir fait sauter le pont routier sur la Roya et la passerelle sur la Nervia (it).

### L'occupation française
Les Alpes-Maritimes sont libérées le 25 avril. Le lendemain, les troupes françaises rentrent en Italie lors de l'opération "Pingouin". Vintimille est occupée le jour même sans effusion de sang, avant l'arrivée des Anglo-Américains, alors que la ville était déjà occupée par la résistance italienne du 8e détachement de la 5e brigade d'assaut "Luigi Nuvoloni". Entre 21 heures et 22 heures, vingt-deux soldats algériens, appartenant au bataillon de marche nord-africain, sont arrivés dans la ville frontalière en provenance d'Olivetta San Michele. Les tirailleurs sénégalais prennent Bordighera sans faire face à aucune résistance.
La déroute des Allemands et des Italiens laisse penser que la route vers Turin est ouverte. Le 28 avril, Mussolini est arrêté et Himmler offre une capitulation sans conditions de l'Allemagne. Le général Doyen, conscient que la fin de la guerre était proche, tente d'avancer le plus loin possible en territoire italien. Le 29 avril,  au moment de la reddition des troupes allemandes en Italie du nord, les Français contrôlent toute la Vallée de la Roya ainsi que les deux versants du col de Tende.
À San Remo, les partisans italiens ont devancé les Français et ont pris le pouvoir à la suite du départ des Allemands. Les bombardements français se sont toutefois poursuivis jusqu'au 27 avril et ont pris fin lorsqu'une délégation de citoyens s'est rendue à Menton pour signaler que les Allemands étaient partis.

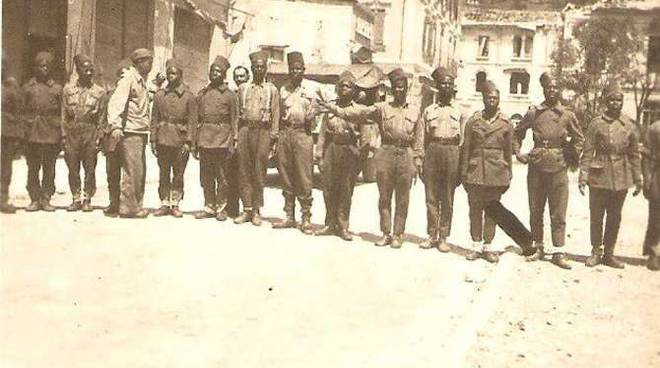
Des troupes coloniales françaises pendant l'occupation de Vintimille.

À partir du 25 avril, en plus de Vintimille, les troupes françaises occupèrent toutes les principales villes des vallées avoisinantes pour atteindre vers la mi-mai une ligne allant de Bordighera à Bajardo et Piaggia Le 26 avril, les troupes françaises allèrent plus loin, avec un détachement du régiment des tirailleurs sénégalais sous les ordres du major Lécuyer. Ce dernier se rendit à Imperia, où il effraya tout de suite les autorités locales, ces dernières craignant les éventuelles perspectives d'annexion des Français. Ils se retirèrent pourtant après quelques jours pour laisser place à un détachement américain de la ligne gothique. Les Allemands présents en Italie du Nord capitulent le 2 mai 1945,.
Quelques jours après l'entrée des troupes françaises dans la ville, le représentant de l'autorité militaire française, le lieutenant-colonel Romanetti, s'est installé à la mairie. Il y reçut en visite officielle le 5 mai le général Paul Doyen, commandant du détachement d'armée des Alpes alors que le 4 mai, le CLN de Vintimille avait demandé à Romanetti quelles fonctions il pouvait encore exercer sous le nouveau régime d'occupation. Le 12 mai, celui-ci répondit que l'autorité militaire française ne considérait pas utile l'existence d'un CLN puisque toutes les fonctions gouvernementales et administratives étaient déjà exercées par l'autorité d'occupation en collaboration avec le conseil municipal italien qui restait strictement contrôlé par les organes militaires français.
L'occupation française de la zone, contrairement à l'occupation alliée dans le reste de l'Italie, avait dès le début les caractéristiques d'une annexion, avec la création immédiate d'un nouveau poste frontière entre l'Italie et la France entre Bordighera et Vallecrosia. Un poste de contrôle y a été établi par la police des deux États afin d'effectuer des formalités douanières exactement comme à n'importe quel point de passage frontalier entre deux États souverains au point de hisser les drapeaux italien et français. Toute la zone de Vintimille et les collines au-dessus ont ainsi été intégrées au territoire français et leur accès était également interdit aux non-résidents. Les villes de Tende, La Brigue et Vintimille sont annexées au département des Alpes-maritimes.
La population qui commençait à rentrer chez elle a été recensée et a obtenu un laissez-passer français temporaire pour pouvoir se rendre en Italie. Le franc français a été introduit, les toponymes ont été modifiés (Vintimille au lieu de Ventimiglia) et il fut interdit de distribuer des journaux en italien.
Des inscriptions sont apparues sur les murs demandant le rattachement à la France et revendiquant la Vintimille française. Des référendums ont été organisés en faveur de l'annexion à la France et un parti pro-français a été créé pour promouvoir le rattachement en achetant des votes en échange de nourriture et d'argent.

### L'opposition des Américains
Cependant, la tentative d'annexion a échoué et a au contraire provoqué le mécontentement de la population. Le Comité de libération nationale de l'Italie du nord (it), divisé au même moment en Istrie, était uni pour dénoncer l'occupation française. Fin avril, le commandement militaire allié, sous la pression des autorités italiennes, a informé le gouvernement français que le régime d'occupation français en Italie était en contradiction avec l'orientation générale de la ligne politique adoptée par les Alliés en Europe. En effet, l'armistice signé avec Badoglio ne prévoyait pas de zone d'occupation française en Italie. De Gaulle considère toutefois que la France n'est pas liée par ces accords puisqu'elle n'a pas été invitée à participer aux négociations. Il estime dès lors que l'état de guerre perdure et que la situation avec l'Italie n'est pas résolue.
À la fin du mois de mai, la tension est très élevée entre la France et les États-Unis au sujet de l'occupation française de territoires italiens. Alors que les Américains exigent la libération immédiate, le général Doyen affirmera "qu'il pousserait, au besoin, son refus jusqu'à l'extrême conséquence",. La position des Américains est également soutenue par le Royaume-Uni. Le général Doyen tente de gagner du temps pour permettre aux troupes françaises de couvrir toute la zone souhaitée par De Gaulle. La ville de Turin ne sera cependant jamais atteinte. Les Américains ne ferment pas la porte aux revendications françaises mais souhaitent attendre la signature d'un traité de paix pour régler les revendications territoriales.
Il résulte des déclarations de De Gaulle que le coût militaire de cette opération est considérée comme une monnaie d'échange contre l'annexion de territoires. Cependant, la France aurait pu obtenir les mêmes territoires sans devoir sacrifier des vies pour autant en attendant que la défense allemande s'effondre avec le régime nazi. De Gaulle met aussi en avant le fait que la rectification de la frontière et l'annexion de la Vallée de la Roya participe à la sécurité du territoire national. Enfin il souligne que la région est ravitaillée par la France via le port de Vintimille.
Le 4 mai 1945 en conseil des ministres, De Gaulle impose à son propre gouvernement l'annexion des territoires italiens convoités et la mise en place d'une zone d'occupation. Georges Bidault alors ministre des Affaires étrangères s'y oppose fermement dénonçant le non respect de conventions internationales. Maurice Couve de Murville, alors ambassadeur de France en Italie se montre plus favorable à une conciliation avec les Italiens en conformité avec les accords signés par les alliés. Ils seront rejoints par le maréchal Juin, alors chef d'état-major des armées.

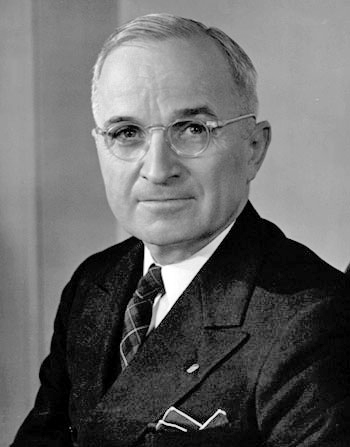
Le président américain Harry Truman (1945-1953).

Si Eisenhower a pu être plus conciliant par le passé, le président Harry Truman refuse de céder au chantage de De Gaulle et lui lance un ultimatum expirant le 9 juin 1945 : si les troupes françaises n'ont pas reculé jusqu'au niveau des frontières de 1939, elles ne recevront plus aucun ravitaillement et équipement militaire. De Gaulle, qui n'appréciait pas d'avoir une administration alliée des territoires italiens le long de la frontière française, a finalement dû abandonner le 7 juin et a autorisé le général Carpentier à conclure un accord signé à Caserte le 11 juin 1945. Celui-ci prévoyait le départ des troupes françaises des territoires occupés dans un délai compris entre le 25 juin et le 10 juillet, à condition que les troupes françaises soient remplacées par des unités anglo-américaines et que les forces italiennes se retirent des zones adjacentes à la frontière. Du 16 au 19 juin, la relève est organisée dans la vallée de la Stura de Demonte, du 21 au 23 juin dans la Vallée d'Aoste, du 27 au 30 juin dans les Vallées de la Doire Ripaire et de Chisone et dans la Vallée de la Roya du 4 au 10 juillet. À cette date, les troupes françaises ont quitté le territoire italien.
Une des raisons de l’intransigeance de Truman face à De Gaulle était qu'il craignait que Tito ne se comporte de la même manière à Trieste. Les troupes yougoslaves quitteront la ville le jour même où les troupes françaises reculeront.

## Après le départ des Français

### Évolution de la position de De Gaulle
La position française vis-à-vis de l'Italie évolue également au printemps 1945 en raison de la situation internationale. L'URSS prend beaucoup de place et profite de la chute du régime nazi pour étendre sa zone d'influence. Les alliés craignent à partir de ce moment-là de voir l'Italie basculer dans le camp communiste. Sans pour autant renoncer à toutes ses revendications, De Gaulle modère dès lors ses exigences.
Conformément à ces accords, les troupes françaises quittèrent la région de Vintimille. Le 18 juillet 1945, une cérémonie officielle de transfert des pouvoirs des autorités françaises d'occupation à celles du gouvernement militaire allié se tint sur la place de la mairie de Vintimille marquant ainsi la fin de près de trois mois d'occupation française.
En juillet 1945, De Gaulle assure à Saragat, alors représentant du gouvernement italien à Paris, qu'il renonce à Vintimille, à la Vallée de la Roya, au Val de Suse ainsi qu'à la Vallée d'Aoste en échange d'un statut spécial qui reconnaîtra le français comme langue officielle dans cette dernière région. Parallèlement à cela, De Gaulle abandonne aussi l'idée de démilitariser l'Italie. Il affirme auprès de De Gasperi : "Nous n'avons aucun intérêt à humilier [l'Italie] en la privant de flotte, d'armée et d'aviation". Il s'attache malgré tout à demander la démilitarisation de la frontière franco-italienne et quelques rectifications de frontière dont l'annexion par la France de La Brigue et de Tende. Même si sa position a beaucoup évolué en quelques mois, De Gaulle reste convaincu que l'Italie doit être sanctionnée pour s'être alliée avec l'Allemagne.

### L'annexion de La Brigue et de Tende

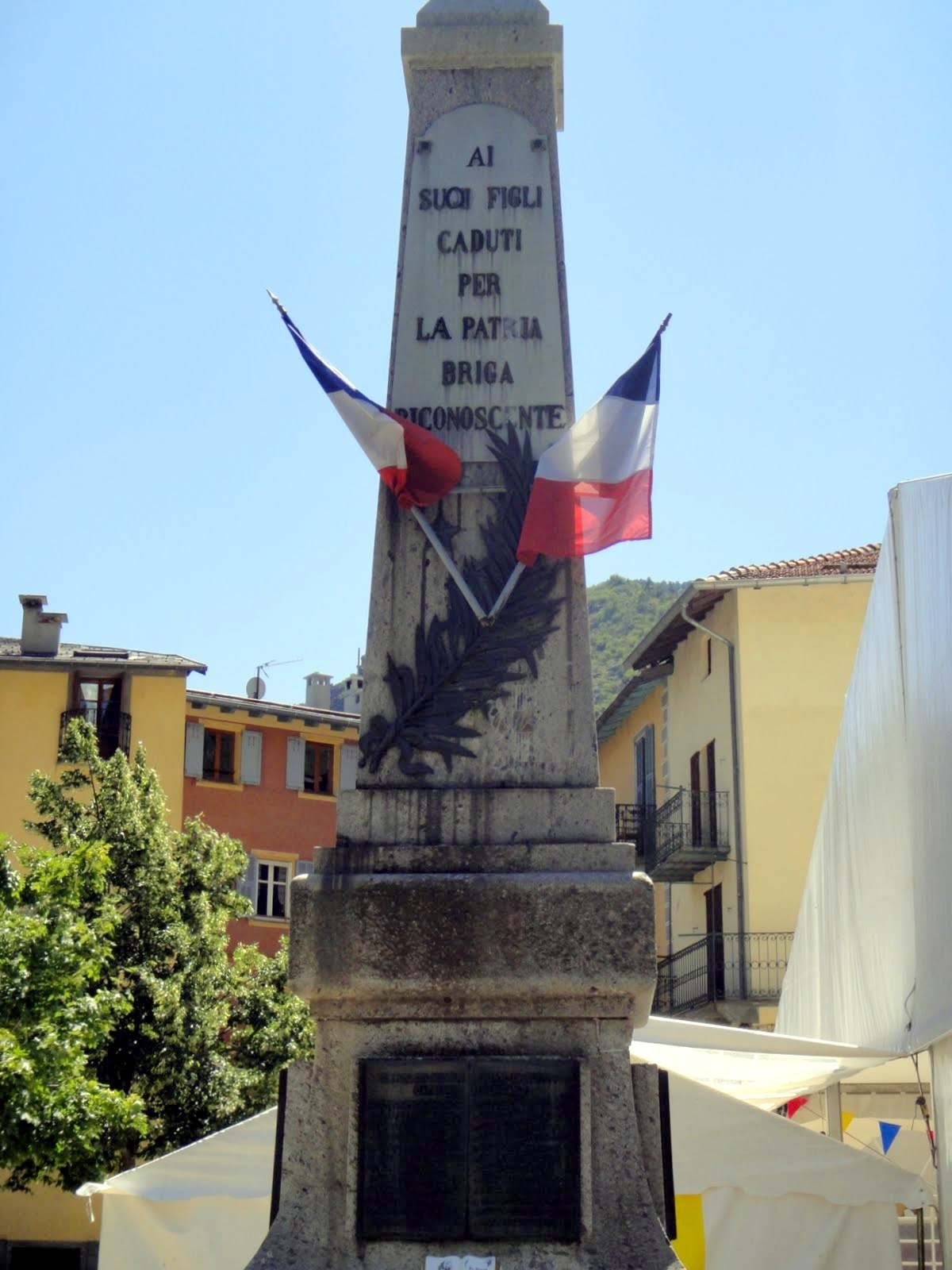
Drapeau français sur un monument aux morts italien (La Brigue), conséquence visible du rattachement de 1947.

Le sort des communes de La Brigue et de Tende (villes retirées du Comté de Nice en 1860) ne concerne pas tant De Gaulle que le gouvernement qui lui succédera en janvier 1946.
Les deux villes sont occupées par les troupes françaises dès le mois d'avril 1945. Lors d'un premier référendum, les deux villes se sont prononcées en faveur d'un rattachement à la France : 70 % à Tende et 90 % à La Brigue. Cependant après le départ des Français à l'été 1945, les Américains restaurent l'autorité italienne dans les deux communes.
Le Traité de Paris du 10 février 1947 donnera ces deux villes à la France. La Constitution de la IVe République ne prévoyait cependant pas que l'on puisse annexer de nouveaux territoires sans l'accord de ses habitants. Un nouveau référendum est alors organisé le 12 octobre afin de permettre aux populations de choisir officiellement entre la France et l'Italie. Les deux communes votent massivement pour leur rattachement à la France par 2 603 en faveur, 218 contre et 136 abstentions.
Au total, la France récupère environ 700 km2 de territoire. En plus des villes de Tende et de La Brigue, la France annexe les plateaux des cols du petit-Saint-Bernard et du Mont-Cenis, la vallée au dessus de Bardonnèche, le Mont Chaberton et le haut de la Vallée de la Roya.

#### Articles historiques
- Annexion du comté de Nice à la France (1860)
- Zone d'occupation italienne en France (1940)
- Tentative d'annexion de la Vallée d'Aoste à la France
- Traité de Paris (1947)

#### Articles géographiques
- Vallée de la Roya
- Vintimille
- Tende
- La Brigue

#### Articles militaires
- Bataille des Alpes (1940)
- Deuxième bataille des Alpes (1944-1945)